# Marsipococcus durbanensis
Marsipococcus durbanensis är en insektsart som först beskrevs av Charles Kimberlin Brain 1920.  Marsipococcus durbanensis ingår i släktet Marsipococcus och familjen skålsköldlöss. Inga underarter finns listade i Catalogue of Life.